# Rhetinantha
Rhetinantha là một chi thực vật có hoa trong họ Lan.